# Pure Holocaust
Pure Holocaust es el segundo álbum de la banda noruega de black metal Immortal, originalmente lanzado en 1993. Es generalmente más rápido que su predecesor Diabolical Fullmoon Mysticism. Las letras se centran principalmente en el hielo, la nieve, Demonios y en paisajes de fantasía.
Además de su versión estándar en CD, tuvo una edición limitada en LP lanzada bajo Osmose Productions, que se reeditó en el 2005. También se lanzó una edición limitada en picture disc en 1998.

## Lista de canciones
Toda la música por Abbath y Demonaz, letras de Demonaz
1. "Unsilent Storms in the North Abyss" – 3:14
2. "A Sign for the Norse Hordes to Ride" – 2:35
3. "The Sun No Longer Rises" – 4:19
4. "Frozen by Icewinds" – 4:40
5. "Storming through Red Clouds and Holocaustwinds" – 4:39
6. "Eternal Years On The Path To The Cemetary Gates" – 3:30
7. "As the Eternity Opens" – 5:30
8. "Pure Holocaust" – 5:16

Un video fue hecho para la canción "Unsilent Storms In The North Abyss" en 1993, curiosamente publicado apenas en 2010.

## Créditos
- Demonaz Doom Occulta - guitarra y letras.
- Abbath Doom Occulta - bajo, batería y voces.
- Grim, aunque aparece en la portada y es acreditado como baterista en el álbum, no participó en la grabación del disco, siendo este trabajo realizado por Abbath.[2]